# Instituto Nacional de Estadísticas
El Instituto Nacional de Estadísticas (INE) es un organismo técnico estatal chileno creado en 1843 (bajo el nombre de «Oficina de Estadística»), con personería jurídica de derecho público, funcionalmente descentralizado y con patrimonio propio, encargado de realizar los censos tanto de población y vivienda, como el censo nacional agropecuario y forestal, además produce, recopila y publica las estadísticas oficiales del país, además de otras tareas específicas que le encomienda la ley. Estas tareas la realiza a través de la elaboración y difusión de información confiable, oportuna, accesible, de relevancia y comparable a nivel nacional e internacional; se relaciona con el presidente de la República a través del Ministerio de Economía, Fomento y Turismo. Desde el 8 de julio de 2020, el organismo está dirigido por Ricardo Vicuña Poblete, quien se ha desempeñado bajo los gobiernos de Sebastián Piñera y Gabriel Boric.
Su labor es fundamental porque las estadísticas que entrega sirven, principalmente, de apoyo para que el Estado implemente políticas públicas (acciones que aplica un gobierno, para dar respuestas a las diversas demandas de la sociedad, por ejemplo: carreteras, empleo, áreas verdes, etc.) que vayan en beneficio de la población, donde las personas tanto del ámbito público como privado puedan tomar decisiones basadas en información.

## Historia

### Antecedentes
Durante el gobierno del presidente Manuel Bulnes ocurrieron dos hitos importantes para la historia del organismo. El 27 de marzo de 1843 se dictó el decreto que, por primera vez, creó una «Oficina de Estadística» en el país, dependiente del Ministerio del Interior, con el objetivo de “proporcionar un exacto conocimiento de las condiciones actuales del país en general y de cada una de las provincias y departamentos que los componen en particular”. En 1847 se promulgó definitivamente la ley y la oficina quedó integrada inicialmente por cuatro personeros del ministerio.
En julio de 1843, en tanto, se dictó la Ley de Censos, instaurando un plazo de diez años para la realización regular de censos de población en Chile y que llevaría a cabo la Oficina Central de Estadística.

### SigloXX
En 1927, este organismo pasó a depender de la Contraloría General de la República (CGR), cambiando su nombre a Dirección General de Estadística. Ese mismo año, se adscribió al entonces Ministerio de Fomento.
En 1928 se ampliaron las estadísticas nacionales y por primera vez se realizaron censos de industria y comercio. En el mismo año, se elaboró el primer Índice de Precios al Consumidor (IPC), construido sobre la base de una encuesta sobre consumo de productos y servicios entre las familias de 68 empleados de la oficina de Santiago y consideró 43 artículos.
En 1970 el organismo adquirió su nombre actual, Instituto Nacional de Estadísticas (INE). En las décadas posteriores siguió desarrollando diversos tipos de estadísticas nacionales y se realizaron censos de población, de vivienda, agropecuarios y de industrias manufactureras para lo que se generó una extensa cartografía, detallada a nivel de manzanas en zonas urbanas y de localidades pobladas en zonas rurales.

### SigloXXI
Desde inicios del año 2000, el INE es el organismo rector del Sistema Estadístico Nacional (SEN), que integra a los principales productores y usuarios de este tipo de información. Su finalidad es coordinar y mejorar la pertinencia de la producción estadística, intercambiar puntos de vista y normar estándares comunes.
En febrero de 2006 el INE ingresó como observador al Comité Estadístico de la Organización para la Cooperación y el Desarrollo Económico (OCDE), lo que demuestra el esfuerzo permanente de la institución por lograr altos estándares de calidad en sus indicadores.

## Funcionamiento
A lo largo de todo Chile, cerca de dos mil personas se esfuerzan día a día para imprimir un sello de calidad a las estadísticas públicas que produce el INE, lo que sumado a la independencia técnica de su labor y la transparencia de los procedimientos aplicados, constituyen los tres valores fundamentales del quehacer del instituto.
Más de 600 encuestadores recorren el territorio nacional en busca de los datos que, posteriormente, serán procesados, analizados y difundidos por profesionales y técnicos del instituto. Para esto, se usan las más modernas tecnologías y metodologías disponibles y se incorporan periódicamente las recomendaciones internacionales. Desde los grandes operativos logísticos, como los censos de población y vivienda, hasta los Indicadores Económicos de Empleo e Índice de Precios al Consumidor (IPC), la información del INE constituye una base robusta para las políticas públicas y los proyectos privados. Actualmente, son más de 70 los productos que difunde periódicamente el organismo.

### Sitio web
Además de producir datos de calidad, es fundamental que estos se usen intensivamente. Por ello, parte importante de los esfuerzos del instituto apuntan, precisamente, a difundir la información estadística a través de un sitio web (www.ine.cl) donde se puede acceder a tabulados, series, bases de datos, publicaciones, documentos de trabajo, metodologías y puntos de contacto. A esto se agrega la firme voluntad de contribuir a la investigación social y económica, permitiendo a la comunidad académica y de investigadores nacionales el fácil y oportuno acceso a información de las estadísticas más importantes. Simultáneamente, se cuenta con centros de documentación en las 16 regiones del país, así como una atención especializada a los medios de comunicación.[cita requerida]

### Índices estadísticos
Algunos de los productos coyunturales que elabora el INE mensual y trimestralmente son:
- Encuesta Mensual de Alojamiento Turístico (EMAT)
- Índice de Actividad del Comercio (IAC)
- Índice de Ventas de Supermercados (ISUP)
- Índices de Ventas de Servicios (IVS)
- Índice de Remuneraciones (IR) y Costo de la Mano de Obra (ICMO)
- Índice de Precios al Consumidor (IPC)
- Índice Costo del Transporte (ICT)
- Índice de Inventarios de la Industria Manufacturera (IIMan)
- Índice de Inventarios del Comercio (IICom)
- Índice de Inventarios de Supermercados (IISup)
- Índice de Inventarios de la Minería del Cobre (IIMCu)
- Índice de Precios de Productor (IPP) Industrias
- Índice de Precios de Productor
- Industria Manufacturera (IPPMan)
- Índice de Precios de Productor Minería (IPPMin)
- Índice de Precios de Distribución de Electricidad, Gas y Agua (IPDEGA)
- Índice de Precios de Materiales e Insumos de Construcción (IPMIC)
- Índice de Precios de Agricultura y Ganadería (IPAG)
- Índice de Producción Industrial (IPI)
- Índice de Producción Minera (IPMin)
- Índice de Producción de Electricidad, Gas y Agua (IPEGA)
- Índice de Producción Manufacturera (IPMan)
- Permisos de Edificación Autorizada
- Empleo nacional, Región Metropolitana y Gran Santiago

### Informe financiero y presupuesto
El Instituto Nacional de Estadísticas, publica en esta sección su informe financiero contable y el presupuesto que es aprobado por el Congreso Nacional, el que se ha incrementado durante los últimos años de acuerdo al desarrollo de nuevos productos estadísticos, al mejoramiento de la gestión y a la modernización de sus procesos.

## Estructura
El organigrama del Instituto Nacional de Estadísticas es el siguiente:

### Dirección Nacional
Gabinete
- Fiscalía
- Unidad de Comunicaciones Institucionales
- Unidad de Transparencia y Atención Ciudadana
- Unidad de Cooperación Institucional
- Departamento de Auditoría
- Departamento de Gestión Estratégica
- Departamento de Análisis Estadístico
- Departamento de Seguridad de la Información

#### Subdirección Técnica
- Departamento de Estadísticas Demográficas y Sociales
- Departamento de Estadísticas Económicas
- Departamento de Estadísticas de Precios
- Departamento de Estadísticas del Trabajo

#### Subdirección de Operaciones
- Departamento de Implementación y Mejora de Operaciones Estadísticas
- Departamento de Operaciones Estadísticas Sociales
- Departamento de Operaciones Estadísticas Económicas y de Precios
- Departamento de Metodologías e Innovación Estadística
  - Subdepartamento de Calidad y Estándares
  - Subdepartamento de Diseño de Marcos y Muestras
  - Subdepartamento de Investigación Estadística
- Departamento de Infraestructura Estadística
  - Subdepartamento de Geografía
  - Subdepartamento de Gobierno y Administración de Datos
  - Subdepartamento de Marcos Maestros

#### Subdirección de Tecnologías de la Información
- Departamento de Proyectos y Desarrollo
- Departamento de Continuidad Operativa
- Departamento de Plataforma de Servicios

#### Subdirección Administrativa
- Departamento de Administración y Finanzas
- Departamento de Gestión y Desarrollo de las Personas

#### Direcciones regionales
- Unidad de Operaciones
- Unidad Técnica
- Unidad Administrativa y Financiera
- Unidad de Infraestructura

### Consejo Asesor Estadístico
El Consejo Asesor Estadístico, tiene como objetivo colaborar en el fortalecimiento de las bases institucionales y la reestructuración tendiente a perfeccionar el trabajo estadístico del INE, la asesoría de este se centrará principalmente en los desafíos estratégicos del ente estadístico, los que incluyen entre otros, la reorganización estructural tendiente a garantizar la calidad de sus estadísticas y de los procesos para elaborarlas, el uso de registros administrativos y técnicas modernas de análisis de datos. Este «panel de expertos» se encuentra presidido por Sebastián Claro e integrado también por David Bravo, Andrea Tokman, Claudio Sapelli y Bettina Horst.

## Directores nacionales
| Titular                        | Partido      | Inicio                   | Final                    | Presidente                   |
| ------------------------------ | ------------ | ------------------------ | ------------------------ | ---------------------------- |
| Fernando Urízar Garfias        | PL           | 1843                     | 1847                     | Manuel Bulnes Prieto         |
| José Miguel de la Barra        | PCon         | 1847                     | 1851                     | Manuel Bulnes Prieto         |
| Manuel Antonio Talavera        | PCon         | 1851                     | 1858                     | Manuel Montt Torres          |
| Santiago Lindsay Font          | PCon         | 1858                     | 1861                     | Manuel Montt Torres          |
| Santiago Lindsay Font          | PCon         | 1861                     | 1871                     | José Joaquín Pérez           |
| Santiago Lindsay Font          | PCon         | 1871                     | 1875                     | Federico Errázuriz Zañartu   |
| Francisco Solano Asta-Buruaga  | PL           | 1875                     | 1876                     | Federico Errázuriz Zañartu   |
| Francisco Solano Asta-Buruaga  | PL           | 1876                     | 1879                     | Aníbal Pinto Garmendia       |
| Joaquín Álvarez de Toledo      | PL           | 1879                     | 1881                     | Aníbal Pinto Garmendia       |
| Francisco Solano Asta-Buruaga  | PL           | 1881                     | 1886                     | Domingo Santa María          |
| Francisco Solano Asta-Buruaga  | PL           | 1886                     | 1888                     | José Manuel Balmaceda        |
| Vicente Grez Yávar             | PN           | 1888                     | 1891                     | José Manuel Balmaceda        |
| Vicente Grez Yávar             | PN           | 1891                     | 1896                     | Jorge Montt Álvarez          |
| Vicente Grez Yávar             | PN           | 1896                     | 1901                     | Federico Errázuriz Echaurren |
| Vicente Grez Yávar             | PN           | 1901                     | 1906                     | Germán Riesco Errázuriz      |
| Vicente Grez Yávar             | PN           | 1906                     | 1909                     | Pedro Montt Montt            |
| Francisco Béze                 | PN           | 1909                     | 1910                     | Pedro Montt Montt            |
| Francisco Béze                 | PN           | 1900                     | 1911                     | Ramón Barros Luco            |
| Valentín del Campo Yávar       | PN           | 1911                     | 1915                     | Ramón Barros Luco            |
| Alberto Edwards Vives          | Nacionalista | 1916                     | 1920                     | Juan Luis Sanfuentes         |
| Alberto Edwards Vives          | Nacionalista | 1920                     | 1924                     | Arturo Alessandri Palma      |
| Alberto Edwards Vives          | Nacionalista | 1925                     | 1925                     | Arturo Alessandri Palma      |
| Subrogancia                    | No aplica    | 1925                     | 1927                     | Emiliano Figueroa Larraín    |
| Ricardo Herrera Pinto          | PL           | 21 de julio de 1927      | 1929                     | Carlos Ibáñez del Campo      |
| Germán del Pedregal Azócar     | PL           | 1929                     | 26 de julio de 1931      | Carlos Ibáñez del Campo      |
| Carlos Keller Rueff            | Nacista      | 24 de diciembre de 1932  | 1933                     | Arturo Alessandri Palma      |
| Roberto Vergara Herrera        | Ind.         | 1934                     | 24 de diciembre de 1938  | Arturo Alessandri Palma      |
| Roberto Vergara Herrera        | Ind.         | 24 de diciembre de 1938  | 1939                     | Pedro Aguirre Cerda          |
| Emilio Rodríguez Mendoza       | PR           | 1939                     | 1941                     | Pedro Aguirre Cerda          |
| Carlos Roberto González Méndez | PR           | 1941                     | 1942                     | Pedro Aguirre Cerda          |
| Carlos Roberto González Méndez | PR           | 2 de abril de 1942       | 1943                     | Juan Antonio Ríos            |
| Guillermo Gandarillas Miranda  | PR           | 1943                     | 1944                     | Juan Antonio Ríos            |
| Víctor Masjuan Teruel          | PR           | 1944                     | 1945                     | Juan Antonio Ríos            |
| Rafael Agustín Gumucio         | FN           | 1945                     | 3 de noviembre de 1946   | Juan Antonio Ríos            |
| Raúl Fernández Longe           | PR           | 3 de noviembre de 1946   | 1947                     | Gabriel González Videla      |
| Luis Cárcamo Cantín            | PR           | 1947                     | 3 de noviembre de 1952   | Gabriel González Videla      |
| Luis Cárcamo Cantín            | PR           | 3 de noviembre de 1952   | 3 de noviembre de 1958   | Carlos Ibáñez del Campo      |
| Omar Rojas Molina              | Ind.         | 3 de noviembre de 1958   | 1961                     | Jorge Alessandri Rodríguez   |
| Sergio Chaparro Ruiz           | Militar      | 1961                     | 3 de noviembre de 1964   | Jorge Alessandri Rodríguez   |
| Sergio Chaparro Ruiz           | Militar      | 3 de noviembre de 1964   | 3 de noviembre de 1970   | Eduardo Frei Montalva        |
| Sergio Chaparro Ruiz           | Militar      | 3 de noviembre de 1970   | 1971                     | Salvador Allende Gossens     |
| Gastón Ormeño Toledo           | PS           | 1971                     | 11 de septiembre de 1973 | Salvador Allende Gossens     |
| Carlos Clavel Gutiérrez        | Ind.         | 12 de septiembre de 1973 | 1973                     | Augusto Pinochet Ugarte      |
| Abraham Pérez Lizana           | Ind.         | 1974                     | 1974                     | Augusto Pinochet Ugarte      |
| Eliana Carrasco Carrasco       | Ind.         | 1974                     | 1974                     | Augusto Pinochet Ugarte      |
| Sergio Chaparro Ruiz           | Ind.         | 1974                     | 1982                     | Augusto Pinochet Ugarte      |
| Andrés Passicot Callier        | Ind.         | 1982                     | 1983                     | Augusto Pinochet Ugarte      |
| Juan Crocco Ferrari            | Ind.         | 1983                     | 1984                     | Augusto Pinochet Ugarte      |
| Álvaro Vial Gaete              | Ind.         | 1984                     | 11 de marzo de 1990      | Augusto Pinochet Ugarte      |
| Alexis Guardia Basso           | PDC          | 11 de marzo de 1990      | 11 de marzo de 1994      | Patricio Aylwin Azócar       |
| Alexis Guardia Basso           | PDC          | 11 de marzo de 1994      | 1997                     | Eduardo Frei Ruiz-Tagle      |
| Máximo Aguilera Reyes          | PS           | 1997                     | 11 de marzo de 2000      | Eduardo Frei Ruiz-Tagle      |
| Máximo Aguilera Reyes          | PS           | 11 de marzo de 2000      | 11 de marzo de 2006      | Ricardo Lagos Escobar        |
| Mariana Schkolnik Chamúdes     | PS           | 11 de marzo de 2006      | 11 de marzo de 2010      | Michelle Bachelet Jeria      |
| Francisco Labbé Opazo          | Ind.         | 1 de abril de 2010       | 29 de abril de 2013      | Sebastián Piñera Echenique   |
| Juan Eduardo Coeymans          | Ind.         | 29 de abril de 2013      | 11 de marzo de 2014      | Sebastián Piñera Echenique   |
| Ximena Clark Núñez             | Ind.         | 13 de marzo de 2014      | 11 de marzo de 2018      | Michelle Bachelet Jeria      |
| Ximena Clark Núñez             | Ind.         | 11 de marzo de 2018      | 11 de abril de 2018      | Sebastián Piñera Echenique   |
| Guillermo Pattillo Álvarez     | Ind.         | 11 de abril de 2018      | 18 de febrero de 2020    | Sebastián Piñera Echenique   |
| Sandra Quijada Javer           | Ind.         | 18 de febrero de 2020    | 11 de marzo de 2022      | Sebastián Piñera Echenique   |
| Sandra Quijada Javer           | Ind.         | 11 de marzo de 2022      | En el cargo              | Gabriel Boric Font           |

### Redes sociales
- Instituto Nacional de Estadísticas de Chile en X (antes Twitter)
- Instituto Nacional de Estadísticas de Chile en Instagram
- Instituto Nacional de Estadísticas de Chile en Facebook

### Otros
- Portal estadístico nacional (INE) Archivado el 27 de diciembre de 2012 en Wayback Machine.

- Datos: Q3288549